# Парламентарни избори у Немачкој 1919.
Парламентарни избори у Немачкој одржани су 19. јануара 1919. То су били први избори у Вајмарској Републици, након завршетка Првог светског рата и Новембарске револуције. Ово су били први избори по пропорционалном систему и први на којима су жене имале право гласа. Ови избори се такође сматрају првим заиста слободним и фер немачким изборима, јер су одржани након укидања старих изборних јединица које су доводиле до тога да рурална подручја буду прекомерно заступљена. Доња граница за гласање је снижена на 20 година, што је 5 година мање у односу на претходне изборе из 1912.
Парламент који је формиран након избора и који је одржао прву седницу 6. фебруара, функционисао је истовремено као уставотворна скупштина и као једнодомно законодавно тело. Председник Фридрих Еберт именовао је 13. фебруара Филипа Шајдемана за Председника-министра Рајха (ова функција је након доношења Вајмарског устава у августу преименована у канцелар). Партије Вајмарске коалиције (Социјалдемократска партија, Партија центра и Немачка демократска партија) заједно су освојиле 76,2% гласова. Излазност је била 83%.

## Резултати
| Партија                                                   | Гласови    | %    | Мандати |
| --------------------------------------------------------- | ---------- | ---- | ------- |
| Социјалдемократска партија                                | 11.509.048 | 37,9 | 165     |
| Партија центра                                            | 5.980.216  | 19,7 | 91      |
| Немачка демократска партија                               | 5.641.825  | 18,6 | 75      |
| Немачка национална народна партија                        | 3.121.479  | 10,3 | 44      |
| Независна социјалдемократска партија Немачке              | 2.317.290  | 7,6  | 22      |
| Немачка народна партија                                   | 1.345.638  | 4,4  | 19      |
| Баварска сељачка лига                                     | 275.125    | 0,9  | 4       |
| Немачко-хановерска партија                                | 77.226     | 0,3  | 1       |
| Шлезвиг-Холштајншка, Баваршка и земљорадничка демократија | 57.913     | 0,2  | 1       |
| Изборни савез државе Брауншвајг                           | 56.858     | 0,2  | 1       |
| Мекленбуршка сељачка лига                                 | 10.891     | 0,0  | 0       |
| Немачка партија мира                                      | 3.503      | 0,0  | 0       |
| Партија немачких службеника, запослених и средње класе    | 1.438      | 0,0  | 0       |
| Хришћанска социјална партија                              | 664        | 0,0  | 0       |
| Партија средње класе                                      | 640        | 0,0  | 0       |
| Немачка друштвена аристократија                           | 279        | 0,0  | 0       |
| Демократска партија средње класе                          | 208        | 0,0  | 0       |
| Партија социјалне реформе                                 | 45         | 0,0  | 0       |
| Неважећи/празни гласови                                   | 124.562    | –    | –       |
| Укупно                                                    | 30.524.848 | 100  | 423     |
| Регистровани гласачи/излазност                            | 37.362.100 | 83,0 | –       |
| Извор: Nohlen & Stöver, Gonschior.de                      |            |      |         |